# Волошна
Волошна — река в России, протекает по Опочецкому району Псковской области. Впадает в озеро Крушинное, из которого вытекает Черница. Длина реки — 10 км, площадь водосборного бассейна — 100 км².
По берегам реки стоят деревни Вельица и Лашутино Глубоковской волости.
Река дважды пересекает трассу М20.

## Данные водного реестра
По данным государственного водного реестра России относится к Балтийскому бассейновому округу, водохозяйственный участок реки — Великая. Относится к речному бассейну реки Нарва (российская часть бассейна).
Код объекта в государственном водном реестре — 01030000112102000027840.